# Belk (Alabama)
Belk è un comune degli Stati Uniti d'America situato nella contea di Fayette dello Stato dell'Alabama.